# Вайнахські мови
Вайнахські (вейнахські) мови — група мов у складі нахської гілки нахсько-дагестанських мов. Включає чеченську та інгушську мови і галанчожське наріччя, тим самим протиставлювані бацбійській мові.
Як варіант позначення вайнахських мов використовується поняття вайнахського кластера, яке вказує на те, що мови, які входять у цю групу, утворюють діалектний континуум.
Раніше термін «вайнахські мови» використовували у значенні нахські мови, нині таке вживання вважається застарілим.